# Hoplitovalgus fallaciosus
Hoplitovalgus fallaciosus är en skalbaggsart som beskrevs av Hermann Julius Kolbe 1904. Hoplitovalgus fallaciosus ingår i släktet Hoplitovalgus och familjen Cetoniidae. Inga underarter finns listade i Catalogue of Life.